# 三好雄己
三好 雄己（12月6日—），日本漫畫家。兵庫縣出身。血型A型

## 作品
- 侍魂 魔界武藝帖、全1冊、原名（脚本：七月鏡一）
- 秘拳傳（日语：秘拳伝キラ）、全6冊（青文版）。
- 天魔惡使（日语：デビデビ）（天下版）、《惡魔惡魔》（大然版），全15冊。
- 原名《ブリット》

## 師父
- 中平正彦

## 助手
- 吉田正紀（日语：吉田正紀）